# Anupet

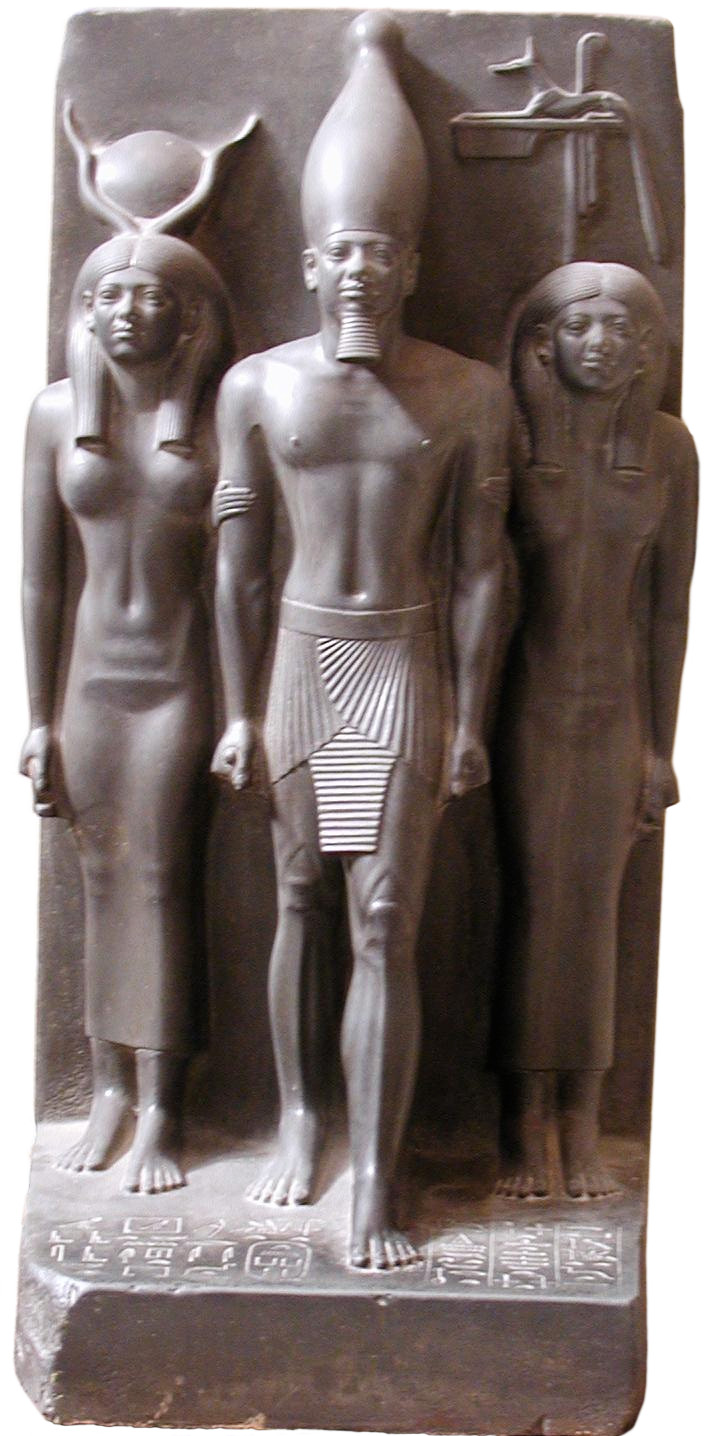
Anupet (en haut à droite) encadrant Mykérinos.

Anupet est une déesse canine associée aux funérailles et au désert dans la mythologie égyptienne. Parèdre d'Anubis, elle partage beaucoup de ses fonctions et comme lui, le centre de son culte se trouve dans la ville de Cynopolis « la cité des chiens » (Henou en égyptien) dans le XVIIe nome de Haute-Égypte. Son nom égyptien est Inpout ou Anepout.
Elle était vénéré à Cynopolis comme la femme d'Anubis et mère de Qébéhout (voir triade de Cynopolis) et comme une mère protectrice et nourricière. Mais elle était aussi vénéré à Lycopolis (avec Anubis) et à Dendérah (probablement assimilé à Hathor).
À Dendérah elle apparaît comme un chacal debout, sur ses pattes arrière, et brandissant des couteaux avec ses pattes avant. Elle est sous cette forme la massacreuse des ennemis d'Osiris.
Elle était parfois représenté comme une femme à tête de chacal ou comme un chacal enceinte, mais c'était très rare. Elle était en général représenté comme une femme portant sur la tête l'emblème du XVIIe nome de Haute-Égypte (un chacal portant une plume sur un étendard) comme nous le montre, par exemple, la stèle de la triade de Mykérinos représentant celui-ci au milieu entouré d'Hathor et d'Anupet.